# 新川町停留場
新川町停留場（日语：／ Shinkawachō teiryūjō */?）是位於日本北海道函館市新川町1番地先、千歲町10番地先的函館市交通局（函館市電車）湯之川線的鐵路車站。

## 歷史
- 1913年（大正2年） - 開始營業。

## 車站構造
- 新川町站擁有2個月台（側式月台）、2條電車路線（相反方向）。
- 往村風町方向的月台設置了水銀燈及避免汽車撞向車站的橡膠柱。

## 車站周邊
- 函館中央郵政局（併設日本郵政函館分店）
- 陸奧銀行函館分店
- 函館商工信用組合總店
- 函館自由市場（新川廉賣）
- 函館大火慰靈堂
- 北海道道83號函館南茅部線
- NHK 函館放送局
- 函館巴士「新川町」站

## 相鄰停留場
函館市交通局（函館市電）
湯之川線
千歲町（DY14）－新川町（DY15）－松風町（DY16）

## 外部連結
- 車站情報 - 新川町（日文）